# Micrathena miles
Micrathena miles là một loài nhện trong họ Araneidae.
Loài này thuộc chi Micrathena. Micrathena miles được Eugène Simon miêu tả năm 1895.